# Julie Cooper (Home and Away)
Julie Cooper, es un personaje ficticio de la serie de televisión australiana Home and Away, interpretado por la actriz Lisa Hayson-Phillips del 2002 hasta el 2012. 

## Biografía
Es muy buen amiga de la doctora Rachel Armstrong y del fallecido doctor Flynn Saunders.
Apareció por primera vez cuando Charlotte Adams era la doctora regular del Hospital Northem Districtis en Yabbie Creek, como enfermera Julie ha atendido a varios residentes de la bahía. 
Julie es casi una institución en Summer Bay, ya que ha estado trabajando en el hospital por mucho tiempo. 
En el 2007 accedió a salir con Tony Holden después de que Rachel les arreglará una cita, sin embargo esta terminó desastrosamente cuando Tony se fue con Jazz Curtis, dejando a Julie sola. La misma noche Julie fue hospitalizada luego de haberse convertido en una de las víctimas del atacante de Bay, cuando se reveló que el atacante era el Reverendo Hall, Julie se negó a tratarlo.
Julie reveló que tenía un hijo llamado Jamie después de que le asignara a Jack Holden el grupo de pequeños llamado "Nippers" para que dirigiera, en el equipo se encontraba el hijo de Julie, quien le tenía miedo a entrar al agua ya que pensaba que había aguijones que lo podían picar, sin embargo al ver que Jaime le seguía temiendo al agua y que Andy Cannon y Tim se burlaban de él, se le ocurrió hacer una competencia la cual Jaime ganó y así el pequeño recuperó su confianza y Julie le agradeció por su ayuda y le dijo que algún día sería un gran padre.
En el 2008 Julie fue acusada de asesinato, por la muerte de Johnny Cooper, después de que le administrara el medicamento que "supuestamente" le causó la muerte. Sin embargo poco después y tras los sentimientos de culpa y apariciones de Johnny en sus sueños la enfermera Sam Tolhurst reveló que ella lo había asesinado, después de haberle cambiado su medicación a propósito para causarle una sobredosis fatal.